# Pennsylvania-klass (slagskepp)
Pennsylvania-klass var en fartygsklass av slagskepp i den amerikanska flottan byggda mellan 1912 och 1916 och som var i tjänst mellan 1916 och 1946, totalt byggdes två fartyg. 

## Fartyg i klassen

### USS Pennsylvania (BB-38)
Kölsträck 27 oktober 1913, sjösatt 16 mars 1915, tagen i tjänst 12 juni 1916, tagen ur tjänst 29 augusti 1946, struken ur registret 19 februari 1948. Sänkt under Operation Crossroads 1948.

### USS Arizona (BB-39)
USS Arizona (BB-39) sänktes 7 december 1941 av den kejserliga japanska flottan i anfallet mot Pearl Harbor. Vraket har bevarats som ett minnesmärke.

## Bilder

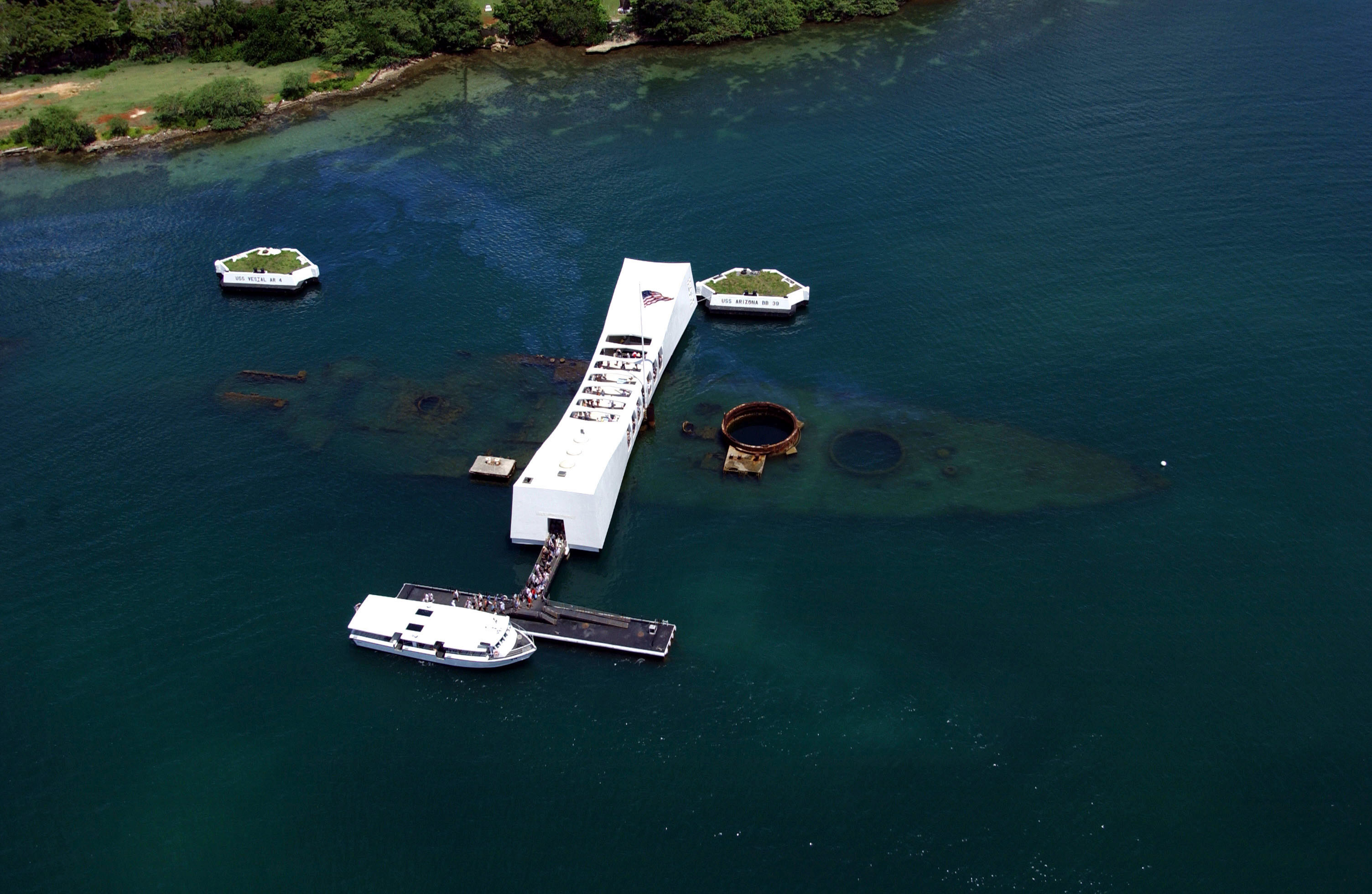
USS Arizona Memorial